# دايفيد ويندهام
دايفيد ويندهام (بالإنجليزية: David Windham)‏ هو لاعب كرة قدم أمريكية أمريكي، ولد في 14 مارس 1961 في موبيل في الولايات المتحدة.

## وصلات خارجية
- دايفيد ويندهام على موقع مرجع كرة القدم المحترفة.كوم (الإنجليزية)